# مهرجان كان السينمائي 1968
مهرجان كان السينمائي لعام 1968 هو الدورة الـ21 للمهرجان عُقد في 10 إلى 24 مايو من عام 1968، وقد ألغي المهرجان بسبب أحداث مايو 1968 في فرنسا.